# Рыболово (Дятловский район)
Ры́болово (бел. Рыбалава) — деревня в Дворецком сельсовете Дятловского района Гродненской области Белоруссии. По переписи населения 2009 года в Рыболово проживало 28 человек.

## География
Рыболово расположено в 8 км к юго-востоку от Дятлово, 162 км от Гродно, 12 км от железнодорожной станции Новоельня.

## История
В 1878 году Рыболово — деревня в Дворецкой волости Слонимского уезда Гродненской губернии (22 двора). В 1880 году в Рыболово было 135 жителей.
Согласно переписи населения 1897 года в Рыболово насчитывалось 40 домов, проживало 224 человека. В 1905 году — 265 жителей.
В 1921—1939 годах Рыболово находилось в составе межвоенной Польской Республики. В сентябре 1939 года Рыболово вошло в состав БССР.
В 1996 году Рыболово входило в состав колхоза имени К. Заслонова. В деревне насчитывалось 34 хозяйства, проживало 65 человек. Имелись животноводческая ферма, магазин.